# Sé (Guarda)
Sé ist ein Ort und eine ehemalige Gemeinde (Freguesia) im portugiesischen Kreis Guarda. Die Gemeinde hatte 7016 Einwohner (Stand 30. Juni 2011). Wichtigstes und namensgebendes Bauwerk ist die Kathedrale von Guarda (Sé da Guarda). 
Am 29. September 2013 wurden die Gemeinden Guarda (Sé), São Miguel da Guarda und Guarda (São Vicente) zur neuen Gemeinde Guarda zusammengeschlossen.

## Einzelnachweise

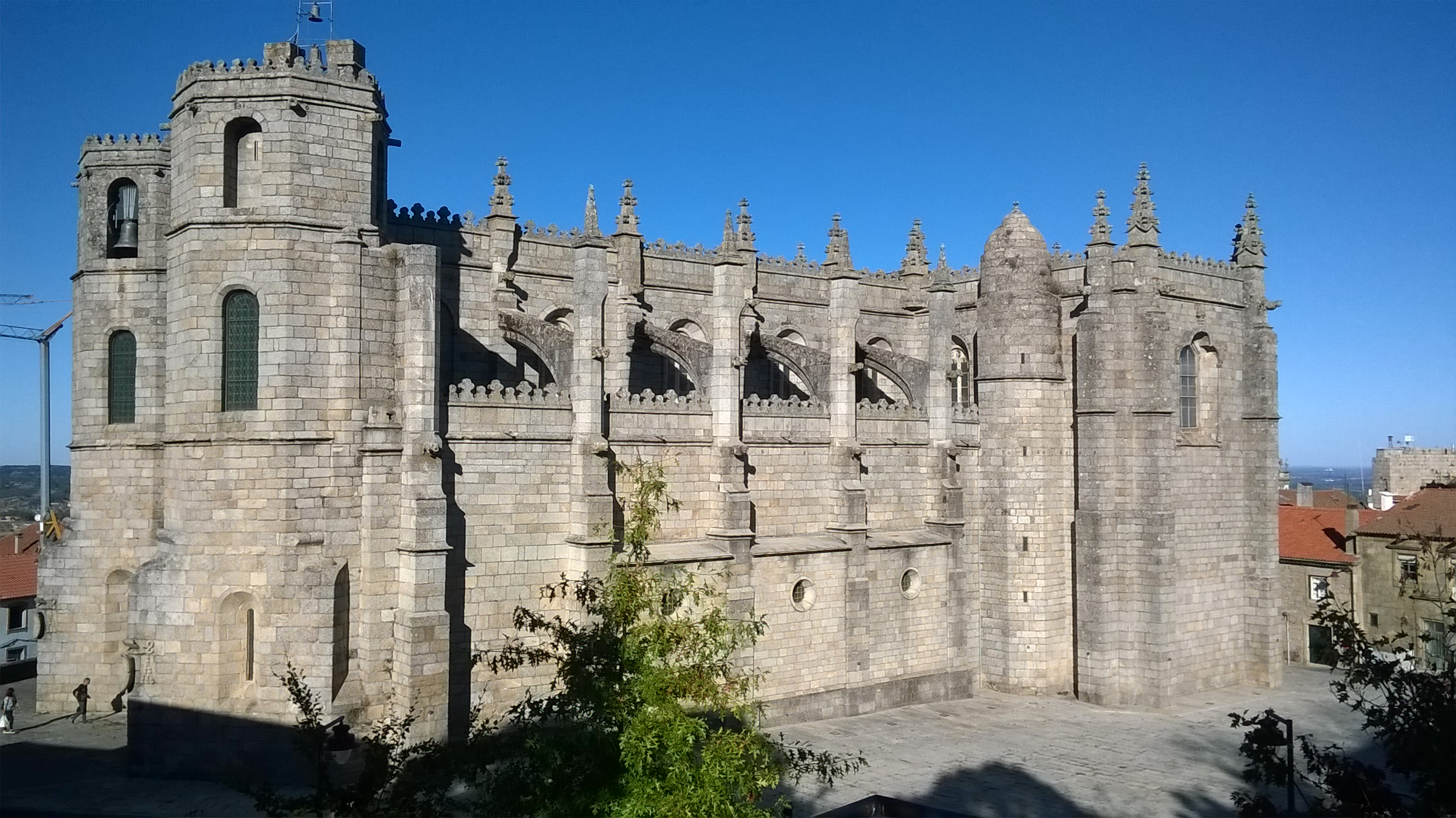
Sé Catedral de Guarda